# Indische Unihockeynationalmannschaft
Die indische Unihockeynationalmannschaft repräsentiert Indien bei Länderspielen und internationalen Turnieren in der Sportart Unihockey (auch bekannt als Floorball).
Der Indische Floorballverband wurde 2001 gegründet und 2002 in die International Floorball Federation aufgenommen. 2012 erfolgte eine Re-Organisation des Verbandes.

## Platzierungen

### Weltmeisterschaften
| WM   | Austragungsort(e)                              | Platz              |
| ---- | ---------------------------------------------- | ------------------ |
| 2004 | Zürich, Kloten                                 | nicht teilgenommen |
| 2006 | Helsingborg, Malmö, Botkyrka, Solna, Stockholm | nicht teilgenommen |
| 2008 | Ostrava, Prag                                  | nicht teilgenommen |
| 2010 | Helsinki, Vantaa                               | 32. Platz Anm      |
| 2012 | Zürich, Bern                                   | nicht teilgenommen |
| 2014 | Göteborg                                       | nicht teilgenommen |
| 2016 | Riga                                           | nicht teilgenommen |

### AOFC Cup
| Jahr | Austragungsort(e) | Platz    |
| ---- | ----------------- | -------- |
| 2017 | Bangkok           | 5. Platz |
| 2019 | Biñan             | 7. Platz |